# Albín Dobeš
Albín Dobeš (* 1955) je generální ředitel společnosti Business Law Management Czech Republic s.r.o. Od roku 1974 do 31.12. 2017 pracoval u společnosti Severomoravské vodovody a kanalizace Ostrava a.s., od roku 1995 do roku 2017 na postu ekonomického ředitele. Byl také členem vědecké rady Hornicko-geologické fakulty VŠB TU. Ve volném čase se zabývá kynologií, konkrétně rasou anglických bíglů.
Vystudoval Vysokou školu báňskou v Ostravě (1982 - 1986, obor ekonomika průmyslu). Titul Ph.D. pak získal studiem na téže škole na environmentálním institutu v letech 2002 - 2007. Od roku 1994 do roku 1999 byl členem správní rady SmVaK, kde pracoval od srpna 1974 do prosince 2017.